# Friedeburg (Saale)

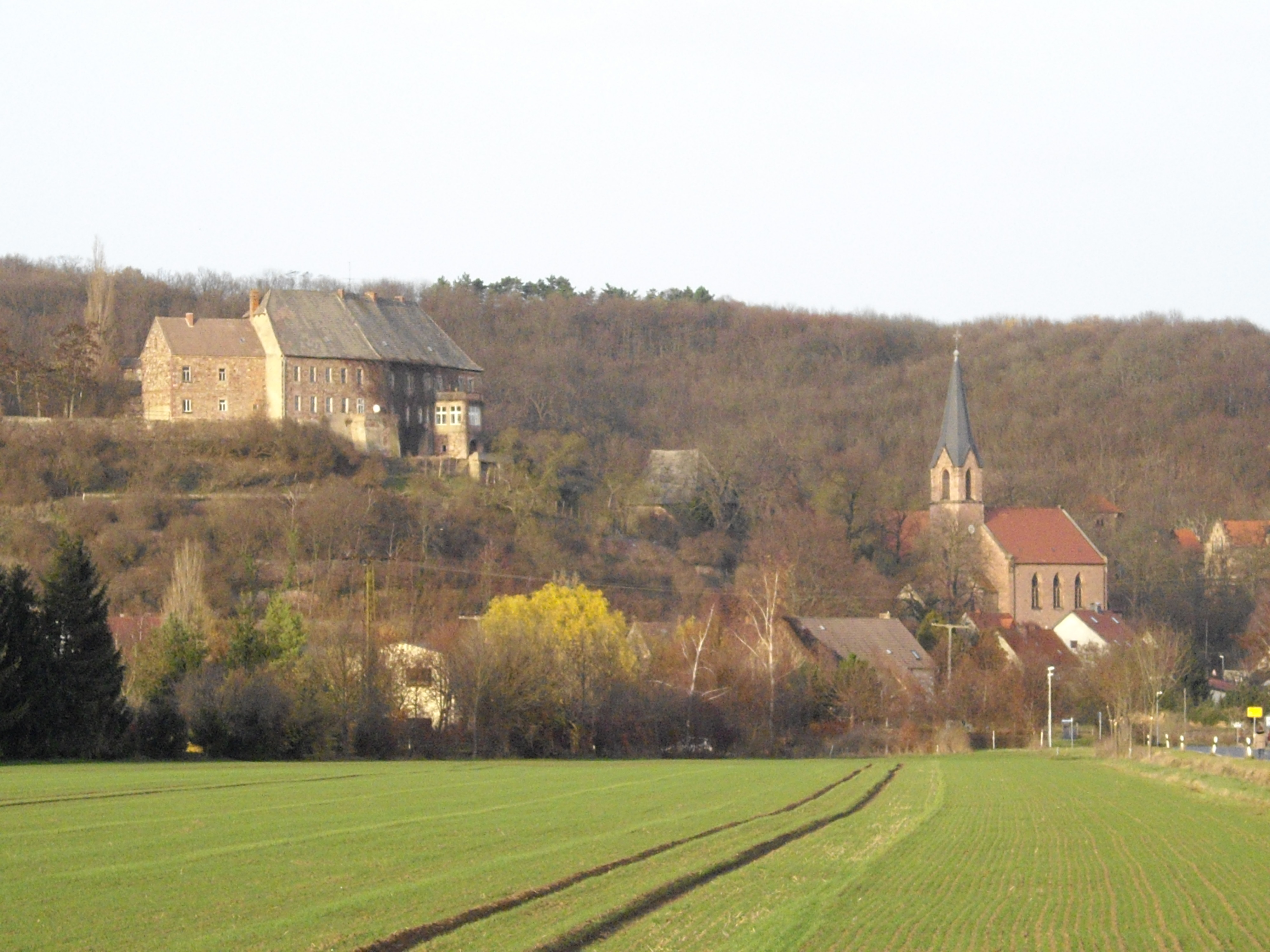
Blick auf Friedeburg mit Kirche und Burg

Friedeburg (Saale) ist ein Ortsteil der Stadt Gerbstedt im östlichen Landkreis Mansfeld-Südharz in Sachsen-Anhalt, Deutschland.

## Geografie
Im Osten wird der Ort von der Saale begrenzt, einer der Zuflüsse, die Schlenze durchfließt ihn von Westen her kommend. Die umliegende Landschaft ist hügelig und vor allem von der Landwirtschaft geprägt. Ausgedehnte Waldgebiete, Seen oder andere landschaftliche Merkmale gibt es nicht. Die umliegenden Hügel tragen Namen wie Schäferberg oder Galgenberg.
Friedeburg (Saale) liegt ca. 18 km nordöstlich von Eisleben und knapp 15 km östlich von Hettstedt an der Saale. Die nächste Großstadt ist das etwa 20 km entfernte Halle (Saale).

## Geschichte
1183 wurde die Gemeinde erstmals als Vredeberch urkundlich erwähnt. Jedoch lagen schon auf dem Eichberg Gräberfelder aus der jüngeren Bronzezeit. Am südlichen Hang des Galgenberges fand man germanische Gräber aus dem 7. Jahrhundert. 1442 kauften die Grafen von Mansfeld Friedeburg und Salzmünde für 4000 Schock meißnische Groschen auf. Im Jahre 1540 fielen dann das Schloss Friedeburg und das Amt an den Gouverneur von Luxemburg, Peter Ernst I. von Mansfeld. Bis zum Jahr 1780 blieb Friedeburg in Besitz dieser Familie. Als ihre Vasallen und Lehnsnehmer saßen die von Steuben von 1262 bis 1721 in Friedeburg und von 1442 bis 1738 auf dem Rittergut Gerbstedt.
Durch einen Gebietsänderungsvertrag hat der Gemeinderat der Gemeinde Friedeburg am 4. Januar 2010 beschlossen, dass die Gemeinde Friedeburg in die Einheitsgemeinde Stadt Gerbstedt eingemeindet wird. Dieser Vertrag wurde vom Landkreis als unterer Kommunalaufsichtsbehörde genehmigt und trat am 24. Januar 2010 in Kraft.
Nach Eingemeindung der bisher selbständigen Gemeinde Friedeburg wird Friedeburg Ortsteil der Stadt Gerbstedt. Für die eingemeindete Gemeinde wird die Ortschaftsverfassung nach den §§ 86 ff. der Gemeindeordnung Sachsen-Anhalt eingeführt. Die eingemeindete Gemeinde Friedeburg und künftige Ortsteil Friedeburg wird zur Ortschaft der aufnehmenden Stadt Gerbstedt. In der eingemeindeten Gemeinde und nunmehrigen Ortschaft Friedeburg wird ein Ortschaftsrat mit Ortsbürgermeister gebildet.

## Politik

### Bürgermeister
Die letzte ehrenamtliche Bürgermeisterin der Gemeinde Friedeburg war Ute Schneider. Sie wurde zum ersten Mal am 25. Mai 2008 gewählt.

### Gemeindepartnerschaft
Partnergemeinde ist Friedeburg in Niedersachsen.

## Wirtschaft und Infrastruktur

### Verkehr
Zur Bundesstraße 6, die Halle (Saale) und Aschersleben verbindet, sind es in östlicher Richtung ca. 7 km.

## Sehenswürdigkeiten
- Schloss Friedeburg
- Kirche St. Bonifatius

## Persönlichkeiten
- Friedrich Gottlieb Klopstock[2] verbrachte in Friedeburg seine Jugendzeit.